# بروميد ثاليوم أحادي
 بروميد ثاليوم أحادي مركب كيميائي له الصيغة TlBr ، ويكون على شكل بلورات بيضاء إلى صفراء.